# Орловка (Калінінградська область)
Орловка (рос. Орловка) — селище Гур'євського міського округу, Калінінградської області Росії. Входить до складу Кутузовського сільського поселення.
Населення —  619 осіб (2015 рік). 

## Населення
| 2002 | 2010 |
| ---- | ---- |
| 557  | ↗619 |